# Universität Chonnam

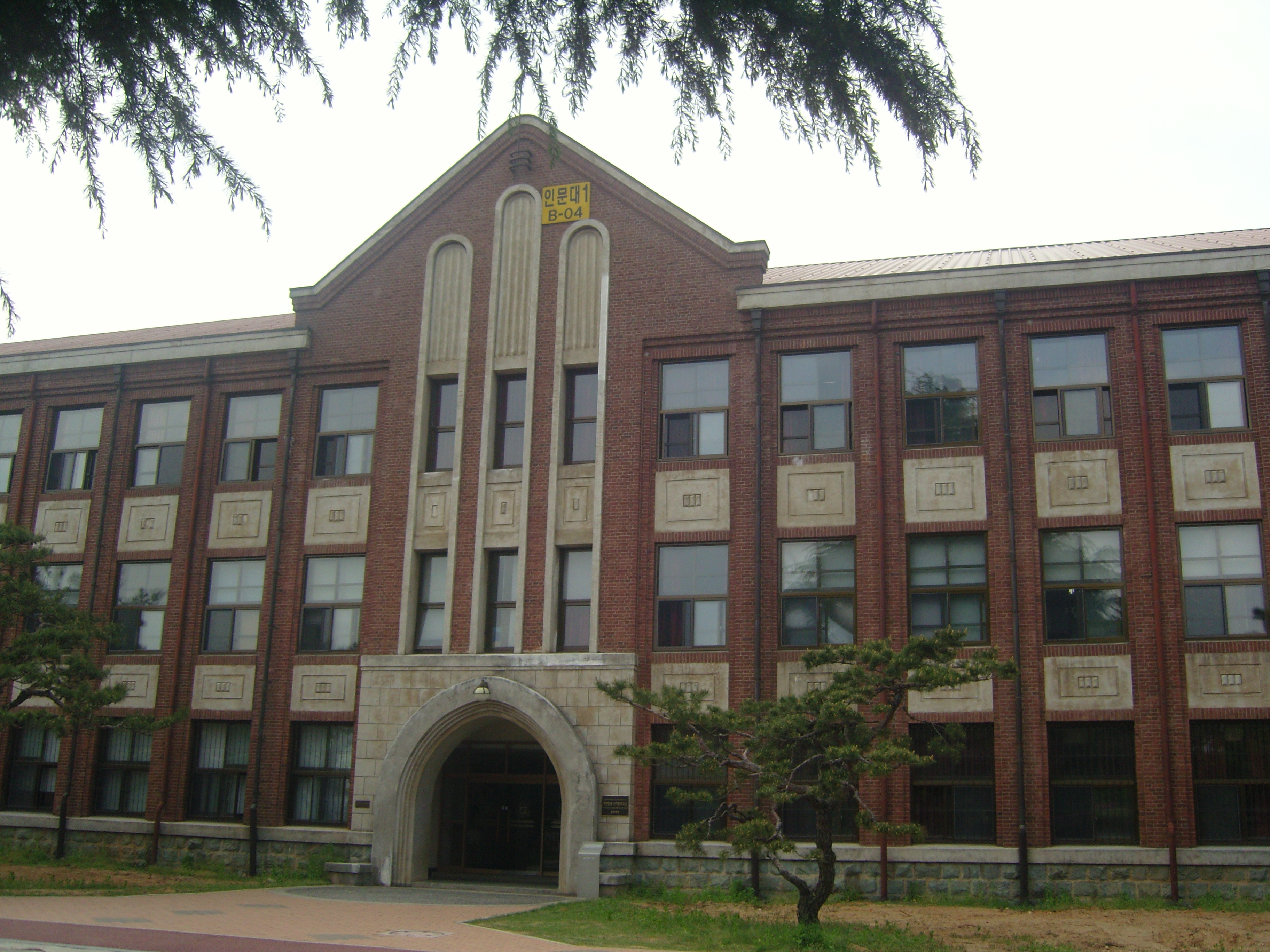
Gebäude 1 vom College für Geisteswissenschaften

Die Universität Chonnam (englisch: Chonnam National University) ist eine staatliche Universität in Südkorea. Der Hauptcampus liegt in Yongbong-dong, Buk-gu, Gwangju.
Der Name Chonnam (auch Jeonnam, 전남) ist die Kurzform von Jeollanam-do (전라남도).

## Geschichte
Die Universität wurde im Januar 1952 mit fünf Colleges (Fakultäten) gegründet:
- Ingenieurwissenschaften (neu gegründet),
- Agrarwissenschaft (Vorgänger: Provinziale Landwirtschaftshochschule Gwangju, gegründet 1909),
- Liberal Arts und Wissenschaften (Vorgänger: private Daeseong-Hochschule, gegründet 1951),
- Handelswissenschaft (Vorgänger: Provinziale Handelshochschule Mokpo, gegründet 1920), und
- Medizin (Vorgänger: Provinziale Medizinische Hochschule Gwangju, gegründet 1944).

Im Mai 1954 erhielt sie das Gelände für den heutigen Yongbong-Campus, und nach einigen Jahren zogen die Colleges auf den neuen Campus um. Im April 1958 zog das College für Handelswissenschaft von Mokpo nach Gwangju.
Es waren Studenten der Chonnam-Universität, die am 18. Mai 1980 gegen die Schließungen der Universitäten im Lande, gegen die Militärdiktatur, gegen das verhängte Kriegsrecht und für die Freilassung von Kim Dae-jung demonstrierten und nach der Eskalation mit den Polizei- und Militäreinheit die Führung im Volksaufstand von Gwangju übernahmen. Viele Studenten ließen ihr Leben, als der neuntägige Aufstand von den Militärs blutig niedergeschlagen wurde. Zur Erinnerung an die Vorkommnisse wurde am 18. Mai 2005 auf dem Universitätsgelände die 18.-Mai-Gedenkhalle eingeweiht.
Im März 2006 wurde die Universität Yeosu (engl. Yosu National University, gegründet 1917) zur Universität Chonnam zusammengelegt.

## Standorte
- Yongbong-Campus (in Buk-gu, Gwangju. 35° 10′ 34,9″ N, 126° 54′ 30,1″ OKoordinaten: 35° 10′ 34,9″ N, 126° 54′ 30,1″ O): Hauptcampus
- Hakdong-Campus (in Dong-gu, Gwangju. 35° 8′ 30,8″ N, 126° 55′ 20,5″ O)
- Hwasun-Campus (in Hwasun-gun, Jeollanam-do. 35° 3′ 37,8″ N, 127° 0′ 9″ O): Klinikum Hwasun
- Yeosu(Dundeokdong)-Campus (in Yeosu, Jeollanam-do. 34° 46′ 27,3″ N, 127° 41′ 57,5″ O)
- Gukdong-Campus (in Yeosu, Jeollanam-do. 34° 43′ 44″ N, 127° 42′ 59,2″ O)

## Colleges (Fakultäten)
- Yongbong-Campus:
  - College für Wirtschaftswissenschaften
  - College für Ingenieurwissenschaften
  - College für Agrar- und Biowissenschaft
  - College für Rechtswissenschaft
  - College für Pädagogik
  - College für Sozialwissenschaften
  - College für Humanökologie (1989–2002: Hauswirtschaft)
  - College für Veterinärmedizin
  - College für Pharmazie
  - College für Künste
  - College für Geisteswissenschaften
  - College für Naturwissenschaften

- Hakdong-Campus:
  - College für Pflegewissenschaft
  - College für Medizin

- Yeosu-Campus:
  - College für Technische Wissenschaften
  - College für Kultur- und Sozialwissenschaften
  - College für Fischerei und Meereskunde

von der Universitätsverwaltung direkt verwaltete Fakultäten
- Fakultät für Interdisziplinäre Wissenschaften (Yongbong-Campus)
- Fakultät für Biowissenschaft und Technologie (Yongbong-Campus)

## Graduate Schools
- Graduate School
- Professional Graduate Schools
  - Graduate School of Business
  - Graduate School of Culture
  - School of Dentistry
  - Medical School
  - Law School
- Special Graduate Schools
  - Graduate School of Education
  - Graduate School of Industry & Technology
  - Graduate School of Public Administration
  - Graduate School of Education & Industrial Cooperation (Yeosu-Campus)
  - Graduate School of Fisheries & Ocean Sciences (Yeosu-Campus)

## Partneruniversitäten
Die Universität betreibt Partnerschaften mit über 100 Universitäten aus über 25 Ländern weltweit. Aus Deutschland sind folgende Universitäten vertreten:
- Universität Bayreuth
- Friedrich-Schiller-Universität Jena
- Leibniz Universität Hannover
- Universität Siegen

## Trivia
Das Goethe-Institut Korea hat seit 2014 auf dem Hauptcampus eine Außenstelle errichtet und bietet dort Deutschkurse, Prüfungen und Kulturprogramme an.